# Silbato dorado
El incidente del Silbato Dorado (Apito Dourado en portugués) es un escándalo de corrupción en el fútbol portugués que apareció en 2004. Inspectores de la Policía Judicial Portuguesa (Polícia Judiciária) acusaron a varias personalidades del mundo del fútbol de corrupción o intento de corrupción a los árbitros, incluyendo a Jorge Nuno Pinto da Costa, presidente del FC Porto y Valentim Loureiro, expresidente del Boavista FC y presidente de la Liga Portuguesa de Fútbol Profesional.
En diciembre de 2006, Carolina Salgado, la expareja de Pinto da Costa, publicó un libro llamado Eu, Carolina ("Yo, Carolina) en donde realiza serias acusaciones contra él. Pinto da Costa calificó esas acusaciones como absurdas y dijo que se encargaría de ellas en los tribunales. El libro de Carolina Salgado provocó que los dos casos en los que Pinto da Costa estaba envuelto, que ya habían sido cerrados, se reabrieran.
En marzo de 2008, el Tribunal de Instrucción Criminal de Oporto decidió que uno de esos casos que involucraba un partido entre el FC Porto y el SC Beira-Mar, se llevará a juicio. El otro caso que concernía un partido entre el FC Porto y el CF Estrela da Amadora, fue rechazado por segunda vez en junio de 2008.
En julio de 2008, Valentim Loureiro fue hallado culpable de abuso de poder pero no de corrupción. Fue sentenciado a tres años y dos meses de cárcel.

## Silbato Final
En 2007, la Liga Portuguesa de Fútbol empezó un proceso llamado Apito Final (Silbato Final). En mayo de 2008, el Boavista FC fue relegado a la Liga de Honra por soborno y el FC Porto fue penalizado con seis puntos por intento de soborno. Esto causó que el Comité de Control y Disciplina de la UEFA eliminara al equipo de la UEFA Champions League 2008-09, pero esta decisión fue más tarde anulada por el Órgano de Apelación de la UEFA, permitiendo a Porto ser admitido en la competición. SL Benfica y V. Guimarães apelaron al Tribunal Arbitral du Sport, pero una vez más, la razón fue dada al FC Porto y se condenó a cada uno de estos equipos a pagar 10.000 € al FC Porto. La Liga Portuguesa también ha sentenciado a Pinto da Costa a una suspensión de dos años, a João Loureiro, expresidente del Boavista e hijo de Valentim Loureiro, a una suspensión de cuatro años y a João Bartolomeu, presidente del União de Leiria a un año de suspensión. Además cinco árbitros fueron suspendidos. Todos los clubes, presidentes y árbitros sancionados han presentado apelaciones, excepto el FC Porto, cuya sanción no les impide ganar cómodamente el título de la Liga Portuguesa por tercera vez consecutiva.